# Verein Naturschutzpark
El Verein Naturschutzpark o VNP és una fundació alemanya que va crear-se el 1909 a Múnic amb la finalitat de mantenir al seu estat natural paisatges típics d'Europa central. És una de les fundacions de protecció de la natura més grans d'Europa.
El 2006, posseïa 3.500 hectàrees al parc nacional Hohe Tauern a Àustria i uns 8.000 hectàrees d'aiguamolls, landes i prats humits a la Lüneburger Heide a Baixa Saxònia. La fundació ocupava el 2009, al seu centenari, unes 4000 membres. El 2016 va vendre el del Hohe Tauern al Fonds dels Parcs Nacionals d'Àustria que el vol transformar en parc selvatge en minimitzar l'intervenció humana.